# Frans de Vreng
Franciscus de Vreng (conocido como Frans de Vreng; Ámsterdam, 11 de abril de 1898-Ámsterdam, 13 de marzo de 1974) fue un deportista neerlandés que compitió en ciclismo en la modalidad de pista. Participó en los Juegos Olímpicos de Amberes 1920, obteniendo una medalla de bronce en la prueba de tándem.

## Medallero internacional
| Juegos Olímpicos | Juegos Olímpicos  | Juegos Olímpicos  | Juegos Olímpicos |
| Año              | Lugar             | Medalla           | Competición      |
| ---------------- | ----------------- | ----------------- | ---------------- |
| 1920             | Amberes (Bélgica) | Medalla de bronce | Tándem           |